# Bacotia tabulella
Bacotia tabulella är en fjärilsart som beskrevs av Achille Guenée 1846. Bacotia tabulella ingår i släktet Bacotia och familjen säckspinnare. Inga underarter finns listade i Catalogue of Life.